# Влад V Тынэр
Влад V Ты́нэр (Молодой) (рум. Vlad V cel Tânăr; ок. 1488 — 23 января 1512) — господарь Валахии из династии Басарабов-Дракулешти (1510—1512). Сын валашского господаря Влада IV Монаха.
В феврале 1510 года Влад Тынэр захватил валашский господарский престол, свергнув своего двоюродного брата Мирчу III. В 1511 году валашский господарь Влад Тынэр признал свою вассальную зависимость от Венгрии. Безуспешно пытался отстранить от власти могущественный боярский род Крайовеску. Крайовеску были изгнаны из Валахии, но при помощи турок вернулись на родину. В январе 1512 года Влад Тынэр был разгромлен в битве под Бухарестом, взят в плен и убит.